# Basket Zaragoza 2024-2025
Questa voce raccoglie le informazioni riguardanti il Basket Zaragoza 2002 nelle competizioni ufficiali della stagione 2024-2025.

## Stagione
La stagione 2024-2025 del Basket Zaragoza 2002 è la 16ª nel massimo campionato spagnolo di pallacanestro, la Liga ACB.

## Roster
Aggiornato al 29 dicembre 2024.
| Casademont Zaragoza 2024-25 | Casademont Zaragoza 2024-25 |
| Giocatori                   | Staff tecnico               |
| --------------------------- | --------------------------- |

| N. | Naz.                                                   | Ruolo | Nome               | Anno | Alt.   | Peso   |  |
| -- | ------------------------------------------------------ | ----- | ------------------ | ---- | ------ | ------ |  |
| 0  | Italia (bandiera)                                      | P     | Marco Spissu       | 1995 | 184 cm | 81 kg  |  |
| 2  | Stati Uniti (bandiera) · Giamaica (bandiera)           | P     | Trae Bell-Haynes   | 1995 | 188 cm | 79 kg  |  |
| 3  | Stati Uniti (bandiera) · Polonia (bandiera)            | G     | A.J. Slaughter     | 1987 | 191 cm | 80 kg  |  |
| 4  | Spagna (bandiera)                                      | AP    | Santiago Yusta (C) | 1997 | 200 cm | 86 kg  |  |
| 5  | Spagna (bandiera)                                      | G     | Lucas Langarita    | 2005 | 195 cm | 90 kg  |  |
| 7  | Spagna (bandiera)                                      | AP    | Miguel González    | 1999 | 203 cm | 85 kg  |  |
| 8  | Cuba (bandiera)                                        | AG    | Yoanki Mencía      | 1997 | 198 cm |        |  |
| 9  | Stati Uniti (bandiera)                                 | C     | Nate Watson        | 1998 | 208 cm | 118 kg |  |
| 10 | Spagna (bandiera)                                      | AC    | Jaime Fernández    | 2000 | 206 cm |        |  |
| 14 | Montenegro (bandiera)                                  | C     | Bojan Dubljević    | 1991 | 205 cm | 115 kg |  |
| 15 | Uruguay (bandiera) · Spagna (bandiera)                 | G     | Joaquín Rodríguez  | 1999 | 194 cm | 85 kg  |  |
| 19 | Bosnia ed Erzegovina (bandiera) · Finlandia (bandiera) | AG    | Emir Sulejmanović  | 1995 | 205 cm | 100 kg |  |
| 23 | Mali (bandiera) · Spagna (bandiera)                    | C     | Youssouf Traoré    | 2006 | 206 cm | 100 kg |  |
| 28 | Spagna (bandiera)                                      | P     | Álex Moreno        | 2004 | 193 cm | 85 kg  |  |
| 32 | Spagna (bandiera)                                      | AC    | Daniel Muñoz       | 2003 | 205 cm |        |  |
| 33 | Lituania (bandiera)                                    | G     | Tomas Dimša        | 1994 | 196 cm | 90 kg  |  |
| 44 | Angola (bandiera)                                      | C     | Jilson Bango       | 1999 | 208 cm | 94 kg  |  |
| 55 | Gran Bretagna (bandiera)                               | C     | Haydn Ling         | 2002 | 219 cm | 115 kg |  |
| -  | Argentina (bandiera) · Italia (bandiera)               | G     | Felipe Minzer      | 2007 | 197 cm | 90 kg  |  |
| -  | Spagna (bandiera)                                      | AP    | Alejandro Sistac   | 2006 | 193 cm |        |  |

| Allenatore |
| - Porfirio Fisac |
| Assistente/i |
| - Jack Burgess - Iñaki Martín (fino all’8 gennaio) - Rodrigo San Miguel Legenda - (C) Capitano - (IN) Inattivo - Infortunato Roster |

## Mercato

### Sessione estiva
| Acquisti | Acquisti          | Acquisti              | Acquisti   | Acquisti |
| R.a      | Nome              | da                    | Modalità   |          |
| -------- | ----------------- | --------------------- | ---------- | -------- |
| P        | Marco Spissu      | Reyer Venezia         | svincolato |          |
| G        | Joaquín Rodríguez | Real Betis            | svincolato |          |
| G        | A.J. Slaughter    | Gig. de Carolina      | svincolato |          |
| AC       | Jaime Fernández   | Minorca               | svincolato |          |
| C        | Jilson Bango      | Braunschweig          | svincolato |          |
| C        | Bojan Dubljević   | Zenit S. Pietroburgo  | svincolato |          |
| C        | Haydn Ling        | Joel Freeland Academy | svincolato |          |

| Cessioni | Cessioni               | Cessioni        | Cessioni       | Cessioni |
| R.       | Nome                   | a               | Modalità       |          |
| -------- | ---------------------- | --------------- | -------------- | -------- |
| P        | Rat'i Andronik'ashvili | Free agent      | fine contratto |          |
| P        | Dídac Cuevas           | San Sebastián   | prestito       |          |
| G        | Thaddus McFadden       | Halcones Xalapa | fine contratto |          |
| G        | Mark Smith             | Nagasaki Velca  | fine contratto |          |
| AG       | Finn Delany            | Veltex Shizuoka | fine contratto |          |
| C        | Dejan Kravić           | Estudiantes     | fine contratto |          |
| C        | Youssouf Traoré        | Palmer Mallorca | prestito       |          |
| C        | Mitchell Watt          | Toyama Grouses  | fine contratto |          |

### Dopo l'inizio della stagione
| Acquisti | Acquisti        | Acquisti        | Acquisti         | Acquisti      |
| R.       | Nome            | da              | Data             | Modalità      |
| -------- | --------------- | --------------- | ---------------- | ------------- |
| C        | Nate Watson     | Karditsas       | 10 febbraio 2025 | svincolato    |
| G        | Tomas Dimša     | Žalgiris Kaunas | 20 febbraio 2025 | prestito      |
| C        | Youssouf Traoré | Palmer Mallorca | 30 aprile 2025   | fine prestito |

| Cessioni | Cessioni          | Cessioni    | Cessioni         | Cessioni               |
| R.       | Nome              | a           | Data             | Modalità               |
| -------- | ----------------- | ----------- | ---------------- | ---------------------- |
| G        | Lucas Langarita   | Oviedo      | 2 dicembre 2024  | prestito               |
| C        | Jilson Bango      | Fenerbahçe  | 3 febbraio 2025  | definitivo (600.000 €) |
| G        | Joaquín Rodríguez | Estudiantes | 25 febbraio 2025 | prestito               |